# Naděžda Šubinová
Naděžda Šubinová (rusky: Надежда Шубина) je ruská horolezkyně a bývalá reprezentantka v ledolezení, vítězka celkového hodnocení světového poháru v ledolezení na rychlost.

## Závodní výsledky
| Mistrovství světa v ledolezení | Mistrovství světa v ledolezení |
| Rok                            | 2009                           |
| ------------------------------ | ------------------------------ |
| Rychlost                       | 6                              |

| Světový pohár v ledolezení | Světový pohár v ledolezení | Světový pohár v ledolezení | Světový pohár v ledolezení | Světový pohár v ledolezení | Světový pohár v ledolezení |
| Rok                        | 2007                       | 2008                       | 2009                       | 2010                       | 2011                       |
| -------------------------- | -------------------------- | -------------------------- | -------------------------- | -------------------------- | -------------------------- |
| Rychlost                   | —                          | ?                          | 4                          | 1                          | —                          |
| jednotlivě*                | —                          | ?                          | ,-,6                       | ,                          | —                          |

* pozn.: napravo jsou poslední závody v roce